# Ivy Park
 (mars 2021).
Si vous disposez d'ouvrages ou d'articles de référence ou si vous connaissez des sites web de qualité traitant du thème abordé ici, merci de compléter l'article en donnant les références utiles à sa vérifiabilité et en les liant à la section « Notes et références ».
Ivy Park est une marque de sportswear appartenant, dirigé et exploité par Beyoncé via sa société de production Parkwood Entertainment depuis 2016.

## Histoire
Initialement crée par Beyoncé et Sir Philip Green, Ivy Park a été lancée conjointement avec Topshop en 2016, sous le nom Parkwood Topshop Athletic Ltd.
Initialement conçu pour l'automne 2015, le lancement de Ivy Park a été repoussé au printemps 2016, le lancement officiel c'est effectué le 14 avril 2016, en boutique et sur internet. Le 31 mars 2016, Beyoncé a officialisé la sortie de Ivy Park, en la révélant sur deux couvertures du magazine Elle (magazine). Le numéro de ce magazine inclut une interview où Beyoncé explique les objectifs de la marque et de son impact sur les femmes.

## Collaboration avec Adidas
Début 2021, Beyoncé dévoile "Icy Park" sa collaboration avec la marque de vêtements et accessoires de sport, Adidas. Cette collection présente des vêtements d'hiver adaptable aux pistes de ski ainsi qu'à la ville. La collection regroupe des coloris fuchsia, de l'imprimé mais aussi des combinaisons de ski réfléchissantes. 